# Carico di esercizio
Un carico nell'ingegneria strutturale è un sistema di forze applicate che possono originare una deformazione e conseguente stato di sollecitazione in una struttura.
Il carico di esercizio è
un carico concentrato oppure distribuito che, secondo le previsioni progettuali, può essere sopportato durante la consueta utilizzazione dell'opera su un elemento strutturale.
Ad esempio un solaio carrabile da mezzi antincendio può essere in grado di sostenere varie tonnellate di carico di un mezzo pesante, mentre un solaio di civile abitazione può sopportare poche centinaia di chili per metro quadro.
Tale previsione dei carichi di sicurezza deve necessariamente tenere in conto degli effetti dell'usura, del degrado, dei cicli di manutenzione, della fatica. Tale valore è ricavato da un opportuno utilizzo dei coefficienti di sicurezza nei confronti dei livelli di carico prevedibilmente più pericolosi.
Si misura, a seconda dei casi, in Newton, in Pascal, e con i relativi multipli e sottomultipli.